# Miss You Love
Miss You Love és la cinquena cançó del tercer àlbum de Silverchair, Neon Ballroom, i es va llançar com el seu tercer senzill.
Daniel Johns va escriure la cançó quan es trobava immers en una greu depressió en la qual parla sobre el fet de no poder sentir cap emoció. En el videoclip es veu els membres del grup dins un cinema mirant una pel·lícula romàntica entre altres persones. El bateria del grup, Ben Gillies, va destacar que el rodatge havia estat estrany perquè per primera vegada no apareixien tocant cap instrument, simplement havien d'estar asseguts al cinema.

## Llista de cançons
CD Senzill AUS (MATTCD091)
1. "Miss You Love"
2. "Wasted"
3. "Fix Me"
4. "Minor Threat"
5. "Ana's Song (live video)"

CD Senzill EU (6677682)
1. "Miss You Love"
2. "Wasted"
3. "Fix Me"
4. "Minor Threat"

"Wasted" i "Fix Me" són dues versions de la banda de punk rock Black Flag i "Minor Threat" ho és de la banda homònima.